# Borowce (województwo śląskie)
Borowce – wieś w Polsce położona w województwie śląskim, w powiecie częstochowskim, w gminie Dąbrowa Zielona.
W latach 1975–1998 miejscowość administracyjnie należała do województwa częstochowskiego.
W 2021 r. w tejże miejscowości Jacek Jaworek dokonał potrójnego morderstwa co wzbudziło zainteresowanie mediów.